# Адрар Ифога
Адрар Ифога (берб. Adrar Ifogha) је планински масив на североистоку Малија у близини границе са Алжиром у пустињи Сахара. Налази се јужно од Танезруфта и југозападно од Ахагара. Захвата површину од око 250.000 км². Сачињен је од пешчара, а са његових обода слива се неколико повремених токова  — Тилемси, Ибдекен, Еџерири и др. Овде се налази и неколико мањих насеља попут Кидала, Тесалија, Абеибаре и других. У стенама Адрара налазе се бројни цртежи из праисторије, а од давнина простор насељавају берберска племена. „Адрар“ на берберском значи „планина“, а „Ифога“ је име клана Туарега који су у прошлости доминирали ових пределима.